# Rhyssemus ressli
Rhyssemus ressli är en skalbaggsart som beskrevs av Rudolph Petrovitz 1965. Rhyssemus ressli ingår i släktet Rhyssemus och familjen Aphodiidae. Inga underarter finns listade i Catalogue of Life.